# Color the Trees
Color the Trees är Firefox AK:s tredje studioalbum, utgivet 2011 på Razzia Records.

## Låtlista
1. "Brother to Brother" - 3:42
2. "Meet Me There" - 3:32
3. "Boom Boom Boom" - 3:59
4. "The Wind" - 3:21
5. "Heavy with Rain" - 3:14
6. "Color the Trees" - 4:46
7. "Honey Locust" - 5:04
8. "Old City Delusion" - 4:16
9. "Between These Walls" - 2:29
10. "Running on My Own" - 3:57
11. "My Sister and I" - 3:14
12. "The Way That I Do" - 4:00

## Mottagande
Skivan snittar på 3,2/5 på Kritiker.se, baserat på sjutton recensioner.

### Fotnoter
1. ↑  ”Color the Trees”. Discogs.com. http://www.discogs.com/Firefox-AK-Color-The-Trees/release/3196474. Läst 6 april 2012.
2. ↑  ”Color the Trees”. Kritiker.se. https://kritiker.se/skivor/firefox-ak/color-the-trees/. Läst 6 april 2012.